# ۱۸۸ (عدد)
۱۸۸(صد و هشتاد و هشت) یک عدد طبیعی است که بعد از ۱۸۷ و قبل از ۱۸۹ قرار دارد.